# Ваврішово
Ваврішово (словац. Vavrišovo) — село, громада округу Ліптовський Мікулаш, Жилінський край, регіон Ліптов. Кадастрова площа громади — 9,91 км².
Населення 695 осіб (станом на 31 грудня 2018 року).

## Історія
Ваврішово згадується 1286 року.

### Географія
Протікає річка Тепліца і Млинський потік.

## Населення
| Рік:            | 1994. | 2004.    | 2014.    | 2024.   |
| --------------- | ----- | -------- | -------- | ------- |
| Кількість осіб: | 515   | 598      | 672      | 689     |
| Різниця:        |       | +16,11 % | +12,37 % | +2,52 % |

| Рік:            | 2023. | 2024.   |
| --------------- | ----- | ------- |
| Кількість осіб: | 688   | 689     |
| Різниця:        |       | +0,14 % |